# Ritratto di Vincenzo Ferdinando Ranuzzi in veste di Amore
Il Ritratto di Vincenzo Ferdinando Ranuzzi in veste di Amore è un dipinto di Elisabetta Sirani del 1663 conservato nel Museo nazionale di Varsavia.
Pur non essendo stata la ritrattistica l'attività primaria della Sirani, il ritratto si presenta denso di colore ed intensità. Il giovane Vincenzo Ferdinando, un giovane rampollo della nota famiglia senatoria dei conti Ranuzzi, cui l'artista era particolarmente legata, è ritratto come un Amore vestito sontuosamente in foggia seicentesca.